# Andrew Davies (författare)
Andrew Davies, född 20 september 1936 i Rhiwbina, Cardiff i Wales, är en brittisk manusförfattare.

## Filmografi i urval

### Manus
- 1994 – Middlemarch
- 1995 – Circle of Friends
- 1995 – Stolthet och fördom
- 1996 – Emma
- 1996 – Moll Flanders
- 1998 – Vanity Fair
- 1999 – Fruar och döttrar
- 2001 – Bridget Jones dagbok (med Richard Curtis)
- 2002 – Doktor Zjivago
- 2005 – Bleak House
- 2007 – Northanger Abbey
- 2007 – A Room with a View
- 2007 – Fanny Hill
- 2008 – Förnuft och känsla
- 2008 – Brideshead Revisited
- 2008 – Little Dorrit
- 2013 – Mr Selfridge
- 2014 – A Poet in New York
- 2016 – Krig och fred
- 2019 – Sanditon